# 朱天文
朱天文（1956年8月24日—），臺灣小說家、臺灣新電影代表劇作家，生於高雄市鳳山，籍貫中國大陸山東臨朐，父親是作家朱西甯，母親則是台灣客家人、翻譯家劉慕沙。畢業於台北市立中山女子高級中學和淡江大學，代表作包括長篇小說《荒人手記》，以及與導演侯孝賢合作的劇本《悲情城市》、《童年往事》、《小畢的故事》等。

## 經歷
1956年生於高雄鳳山，籍貫山東臨朐，淡江大學英文系畢業。
朱天文其父為朱西甯，其母劉慕沙。朱師從胡蘭成，「以嫡系直传弟子自居」。出生於書香世家的朱天文和其妹朱天心一樣很早就開始發表作品，曾主編《三三集刊》，並任三三書坊發行人。
朱天文表示，從15歲開始偷偷寫，並投稿報紙，也不知是不是編輯認識她，就採用，就一直寫下去。
1982年，朱天文〈小畢的故事〉獲得聯合副刊「愛的故事」徵文佳作。1983年將獲獎小說《小畢的故事》改編成劇本搬上銀幕，除了獲得金馬獎最佳改編劇本獎(第廿屆)之外，朱也參與配樂的製作。經由此作，與陳坤厚、導演侯孝賢認識，並開啟與侯孝賢的長期合作。1985年創作劇本《童年往事》獲第二十二屆台灣金馬獎最佳原著劇本獎。
侯孝賢表示，看到朱天文在報紙發表一篇5000字短篇小說〈愛的故事〉（小畢的故事原名），非常感興趣，就聯絡朱天文想買版權改編成電影《小畢的故事》（陳坤厚導演、侯孝賢擔任副導演及編劇之一）。朱天文說，印象中電影界的人都很奸詐、麻煩，所以還特別打扮得很老，穿高跟鞋窄裙，見了面發現侯孝賢完全出乎想像，合作相當愉快。
侯孝賢表示，結果《小畢的故事》又好看，又賣座，「她（朱天文）就被捲入這行，哈哈！（與朱天文）合作就繼續下去。」之後幾乎執導作品的每個劇本都找朱天文寫。

## 創作歷程
朱天文從高中時期開始寫作，1972年開始在聯合報副刊發表小說，早期題材多半是以個人經驗出發的浪漫愛情故事。大學時期，在皇冠出版社平鑫濤的支持下，朱天文與馬叔禮、朱天心、謝材俊、林端等人在皇冠平鑫濤的支持下創辦了《三三集刊》，「三三」分別為三民主義、以及象徵基督信仰的三位一體，這種「三三」文風反映的是他們無憂無慮的青春──日常瑣事、情感生活及非生活經驗的反共復國理念。1974年為了寫張愛玲傳記，朱西甯帶朱天文至文化大學拜訪張愛玲的前夫胡蘭成，從此胡蘭成與朱家往來密切，深深影響朱天文的文風。胡蘭成宣揚禮樂中國、感性直觀、唯心是證的核心理論與反共復國，遂成為三三式文風的重要一環， 被稱為「張腔胡調」。而胡蘭成稱許朱天文文風如「神姬之舞」。
黃錦樹更精確地指出胡蘭成對於朱天文的重要性，在於胡蘭成所強調的「禮儀之美」一直被朱天文「僅從師教」地奉行著；並將《荒人手記》視為主體實踐的結果，試圖處理朱天文和她的美學實踐和早期信仰的聯繫。

## 風格與評價
朱天文是眷村第二代的作家，以其家學的陶養淵源，創作不斷。其小說風格從少女時期清純的眷村文學到世紀末華麗奢靡的都會風情，其間包羅萬象的繁複文字運用，直觀而感性的細膩觀察，融會中西方文學的風格，刻畫出世紀末台灣人民的心靈圖像，其風格之轉變多姿可謂貼近了台灣社會變動的脈搏。
從早期的作品到近期的〈花憶前身〉，可見出她敏感的時代感。她以嘲謔的手法，對華人的心理進行赤裸裸的剖析和批判。
余光中評論作者「越過顧影自憐的藩籬，在後現代的聲色裡，感官與夢想合成為一，堪稱是她個人創作的里程碑」。
王德威認為，在朱天文離開伊甸園後，無論是〈小畢的故事〉或是後期的《荒人手記》皆還是能夠依稀窺見三三遺風。1990年出版的《世紀末的華麗》，則被他譽為朱天文創作的里程碑，此時其作品場景進入都會，她筆下的都會往往有如具有威脅的生命體，而黃錦樹更是認為在此過程中，朱天文已步上精神狀態的成熟之路。

## 著作
朱天文的作品主要是小說，其他還有散文、雜記、電影劇本等。

### 作品
- 《淡江記》
- 《小畢的故事》
- 《喬太守新記》
- 《傳說》
- 《世紀末的華麗》
- 《最想念的季節》
- 《朱天文電影小說集》
- 《好男好女》
- 《花憶前身》
- 《炎夏之都》
- 《荒人手記》
- 《最好的時光侯孝賢電影紀錄》
- 《巫言》

### 合著
- 《戲夢人生：侯孝賢電影分鏡劇本》（侯孝賢、吳念真、朱天文）
- 《極上之夢：海上花電影全紀錄》（侯孝賢、朱天文）
- 《千禧曼波：電影原著中英文劇本》（朱天文著、王伊同譯、蔡正泰攝影）
- 《戀戀風塵：劇本及一部電影的開始到完成》（吳念真、朱天文）
- 《下午茶話題》（朱天文、朱天心、朱天衣）
- 《三姊妹》（朱天文、朱天心、朱天衣）

### 改編、劇本
- 《小畢的故事》（1983年）
- 《風櫃來的人》（1983年，獲法國南特影展最佳作品獎）
- 《的假期》（1984年，獲第三十一屆亞太影展最佳導演獎、瑞士盧卡諾影展特別推薦獎，法國南特影展最佳作品獎）
- 《小爸爸的天空》（1984年）
- 《青梅竹馬》（1985年）
- 《最想念的季節》（1985年）
- 《結婚》（1985年）
- 《童年往事》（1985年，獲第6屆夏威夷國際影展評委特別獎；荷蘭鹿特丹國際影展非歐美電影最佳作品獎）
- 《戀戀風塵》（1986年，獲法國南特影展最佳攝影、最佳音樂獎、葡萄牙特利亞國際影展最佳導演獎）
- 《尼羅河女兒》（1987年，獲意大利第五屆國際青年影展影評人特別獎）
- 《外婆家的暑假》（1988年）
- 《悲情城市》（1989年，獲意大利第四十六屆威尼斯國際影展金獅獎）
- 《戲夢人生》（1993年，獲坎城電影節評委會獎、比利時根特國際影展最佳音樂效果獎等）
- 《好男好女》（1995年，獲第32屆金馬獎最佳編劇獎）
- 《南國再見，南國》（1996年）
- 《海上花》（1998年）
- 《千禧曼波》（2001年）
- 《最好的時光》（2005年）
- 《刺客聶隱娘》（2015年，入圍第52屆金馬獎最佳改編劇本獎）

### 主編
- 《七月流火》（馬叔禮、謝材俊、朱天文、朱天心主編）
- 《三三集刊》
- 《三三雜誌》
- 黎, 華標; 朱, 天文 (编). . 台北: 新經典文化. 2011/09/21. ISBN 9789868703667 （中文）.

### 紀錄片
- 《願未央》

## 主要榮譽
- 1994年：首屆時報文學百萬小說獎（《荒人手記》）
- 2005年：中國文藝協會中國文藝獎章小說創作獎（與妹妹朱天心共同獲獎）
- 2008年：第二屆紅樓夢獎決審團獎（《巫言》）
- 2015年：第四屆紐曼華語文學獎

### 註腳
1. ↑  . 人間福報. 2008-03-22  [2024-03-20]. （原始内容存档于2024-03-20） （中文（臺灣））.
2. ↑  丘彥明. . 聯合報. 1982-09-15.
3. 1 2  .   [2017-07-07]. （原始内容存档于2020-11-27）.
4. ↑  孫, 潔茹. . 國立成功大學歷史學系博士論文. 2005: 29.
5. ↑  張, 瑞芬. . 臺灣文學學報. 2003-08-01, (4): 150.
6. ↑  胡蘭成. . 1976. 我讀朱天文的小說與散文，便也是對之自然生起敬虔與端正，遂想起了神姬的舞。而因此我乃更注意到了文學上的一些基本問題，覺得當今是文學上要來一個大反省的時代，惟有從這反省中出來得新的作家。
7. ↑  黃, 錦樹. . 中外文學. 1996-03-01, 24 (10): 104-142.
8. ↑  徐, 正芳. . 國立師範大學國文系碩士在職專班學位論文. 2002.
9. ↑  王, 德威. . . 臺北: 麥田. 1996: 7–23. ISBN 9789867895240.

### 文獻
- 王德威：〈狂言流言，巫言莫言——《生死疲劳》与《巫言》所引起的反思 （页面存档备份，存于）〉。
- 古遠清. . 文匯報. 2008-07-29. C03.
- 林維紫. . 國立政治大學中國文學系. 2010  [2025-05-14]. （原始内容存档于2016-01-31）.
- 羅郁玫. . 國立政治大學中國文學研究所. 2007.
- 蔡曉雲.  (PDF). 拉曼大學中華研究院中文系. 2012  [2025-05-14]. （原始内容存档 (PDF)于2024-07-07）.

## 外部連結
- YouTube上的朱西甯、劉慕沙與一屋子孤狼 朱天文、朱天心記錄文學朱家